# Charles Corver
Charles Corver (Leida, 6 gennaio 1936 – Leidschendam, 10 novembre 2020) è stato un arbitro di calcio olandese.

## Carriera
Di professione funzionario addetto alle vendite per la multinazionale Heineken, Corver, dopo un passato da ex calciatore, diventato uno dei più importanti arbitri europei e mondiali.
Smessi a causa di un infortunio gli scarpini da giocatore, nel 1962 Corver è abilitato all'arbitraggio e già nel 1969 arriva il debutto in Eredivisie.
Nel 1972, con un'ascesa piuttosto rapida, ottiene il badge FIFA di direttore di gara internazionale. In carriera ha diretto la finale di Coppa Intercontinentale tra Independiente e Atletico Madrid, la finale di andata di Coppa UEFA 1976-1977 tra Juventus e Athletic Bilbao, la finale di Coppa dei Campioni 1977-1978 tra Liverpool e Club Brugge.
Nello stesso anno viene convocato al Campionato mondiale di calcio in Argentina arbitrando Austria-Svezia. Fu prescelto anche per l'edizione del 1974, ma la Federazione olandese aveva insistito sul nome del connazionale Arie van Gemert.
È stato selezionato per il Campionato europeo di calcio 1980 in Italia, dove dirige Belgio-Spagna durante il primo turno.
Due anni dopo, al Mondiale spagnolo, gli vengono assegnati due incontri, Inghilterra-Cecoslovacchia, durante la prima fase a gruppi, e la semifinale di Siviglia Germania Ovest-Francia: durante quest'ultimo incontro, nel secondo tempo, in un contropiede velocissimo, il transalpino Patrick Battiston è atterrato nell'area tedesca da un'entrata pericolosa del portiere teutonico Harald Schumacher, rimanendo privo di sensi per circa un minuto; Corver, dopo il consulto con il guardalinee scozzese Bob Valentine, decide di non sanzionare in alcun modo l'intervento. La partita, per la prima volta in un torneo iridato, finisce ai tiri di rigore.
Nel 1983, a fine attività, arbitrò la finale di Coppa UEFA Benfica-Anderlecht.
Vanta anche tre semifinali di Coppa dei Campioni (1975, 1981 e 1983) e una semifinale di Coppa delle Coppe (1980).
Terminata la carriera sui campi, Corver diventa dirigente arbitrale e osservatore per l'UEFA e la KNVB fino al 2005.